# Guy Moon
Guy Vernon Moon (* 7. Februar 1962 in Fort Atkinson, Wisconsin) ist ein US-amerikanischer Komponist für Filmmusiken.

## Karriere
Guy Moon tritt seit 1983 als Komponist für Film und Fernsehen in Erscheinung. Er komponierte unter anderem Musik für Film und Animationsserien, wie Johnny Bravo, Cow and Chicken, Die gruseligen Abenteuer von Billy und Mandy, Cosmo & Wanda – Wenn Elfen helfen, Danny Phantom, und in jüngster Zeit, Tak und die Macht des Juju und Barnyard – Der tierisch verrückte Bauernhof. Sein Schaffen umfasst mehr als 70 Produktionen.

## Filmografie (Auswahl)
Filme
- 1987: Creepzone
- 1988: Beast You! (Sorority Babes in the Slimeball Bowl-O-Rama)
- 1989: Killer Kid (Deadly Weapon)
- 1995: Howling: New Moon Rising (auch Howling VII)
- 1995: Die Brady Family (The Brady Bunch Movie)
- 1996: Die Brady Family 2 (A Very Brady Sequel)
- 1999: Come On, Get Happy: Die Partridge Familie (Come On, Get Happy: The Partridge Family Story, Fernsehfilm)
- 2001: These Old Broads (Fernsehfilm)
- 2001: The Way She Moves (Fernsehfilm)
- 2011: Ein Cosmo & Wanda Movie: Werd’ erwachsen Timmy Turner! (A Fairly Odd Movie: Grow Up, Timmy Turner!)
- 2012: Big Time Movie
- 2017: Die Wall Street Verschwörung (Jekyll Island)

Serien
- 1998–2017: Cosmo & Wanda – Wenn Elfen helfen (The Fairly OddParents)
- 2001–2007: Die gruseligen Abenteuer von Billy und Mandy (The Grim Adventures of Billy & Mandy)
- 2004–2007: Danny Phantom
- 2007–2008: Tak und die Macht des Juju (Tak and the power of Juju)
- 2010–2012: Big Time Rush
- 2010–2015: T.U.F.F. Puppy
- 2017–2018: Bunsen ist ein Biest (Bunsen is a Beast)
- seit 2019: HobbyKids Adventures

## Auszeichnungen (Auswahl)
- 2000: Emmy-Nominierung für Cosmo und Wanda – Wenn Elfen helfen (zusammen mit Steve Marmel)[1]
- 2002: BMI Cable Award für ChalkZone
- 2003: BMI Cable Award für The Fairly OddParents
- 2004: BMI Cable Award für Danny Phantom (zusammen mit Butch Hartman)
- 2010: Annie Award für eine folge der Serie The Fairly OddParents
- 2011: BMI Cable Award für Big Time Rush
- 2012: ASCAP Award für Big Time Rush (zusammen mit Dusty Moon)